# Дэвис, Дейв
Дэвид Рассел Гордон Дэвис (англ. David Russell Gordon Davies; род. 3 февраля 1947 года) — британский рок-музыкант, наиболее известный как соло-гитарист и вокалист британской рок-группы The Kinks.
В 2003 году журнал Rolling Stone поместил Дэвиса на 88 место в список «100 лучших гитаристов всех времен».

## Дискография

### Сольные студийные альбомы
- Dave Davies (AFL1-3603) (1980)
- Glamour (1981)
- Chosen People (1983)
- Bug (2002)
- Fractured Mindz (2007)
- I Will Be Me (2013)